# Euphorbia rudolfii
Euphorbia rudolfii är en törelväxtart som beskrevs av Nicholas Edward Brown. Euphorbia rudolfii ingår i släktet törlar, och familjen törelväxter. Inga underarter finns listade i Catalogue of Life.